# George Jung
George Jacob Jung (Weymouth (Massachusetts), 6 augustus 1942 – aldaar, 5 mei 2021), ook wel  Boston George of El Americano genoemd, was een Amerikaans drugshandelaar en smokkelaar die in de jaren 1970 en vroege jaren 1980 een hoofdrol speelde in de  illegale cocaïnehandel in de Verenigde Staten. Jung maakte deel uit van het Medellínkartel (Medellínkartel), waardoor tot 85% van de cocaïne naar de Verenigde Staten werd gesmokkeld. Hij specialiseerde zich op grote schaal in de smokkel van cocaïne uit Colombia en werkte samen met Pablo Escobar. Jung werd op 2 juni 2014 vrijgelaten nadat hij bijna 20 jaar vastzat voor drugssmokkel.
Jung overleed in 2021 aan nier- en leverproblemen op 78-jarige leeftijd in de buurt van Boston.

## Film
In 2001 verscheen de film Blow over het leven van George Jung met in de hoofdrol Johnny Depp als George Jung en met Penélope Cruz als zijn echtgenote.